# Edition Orient
Der Verlag Edition Orient wurde 1980 auf Initiative des Übersetzers Nagi Naguib (1931–1987) in Berlin (West) gegründet. Das Hauptziel des Verlages ist es, orientalische Literatur der Moderne für Erwachsene und Kinder in deutschen Übersetzungen bekannt zu machen.

## Geschichte
Die Edition Orient wurde später von Dietlind Schack geleitet, ab 1997 gemeinsam mit Stephan Trudewind und ab 1999 allein von Stephan Trudewind. Dietlind Schack stand dem Verlag bis zu ihrem Tod im Jahr 2011 beratend zur Seite. Der Verlagssitz wanderte von Berlin nach Meerbusch und 1997 zurück nach Berlin. Edition Orient ist Mitglied im Börsenverein des Deutschen Buchhandels.

## Programm
Ein Programmschwerpunkt des Verlages ist Belletristik aus dem Arabischen. Man findet Lyrik namhafter Dichter wie Adonis und Prosa bedeutender Autoren wie Taha Hussein, Mohammed Dib, Ghada Samman, Alifa Rifaat und Abdelazi Baraka Sakin. Das Hausboot am Nil, eines der Hauptwerke des Ägypters Nagib Mahfuz (Literaturnobelpreisträger 1988), erschien bereits 1982 in deutscher Übersetzung durch Nagi Naguib bei Edition Orient.
Hervorzuheben ist die Reihe zweisprachiger arabisch-deutscher Ausgaben von Werken bedeutender arabischer Autoren wie Salah Abd As-Sabur, Ghassan Kanafani, Sargon Boulus und Suleman Taufiq. Ein weiterer Schwerpunkt sind die Reihen zweisprachiger, vorwiegend arabisch-deutscher, persisch-deutscher und türkisch-deutscher Kinderbücher von Autoren und Illustratoren wie Aytül Akal, Farideh Chalatbarie, Ihab Schakir, Walid Taher und Rania Zaghir. Daneben erscheinen auch zweisprachige Kinderbücher in vielen anderen Sprachen, jeweils mit Übersetzung auf Deutsch.
Neben der Moderne findet man auch Klassiker wie eine zweisprachige persisch-deutsche Ausgabe von Lyrik des Mystikers Omar Chayyām, herausgegeben von Khosro Naghed und eine illustrierte zweisprachige Ausgabe der Vogelgespräche von Fariduddin Attar, Anekdoten aus dem Türkischen über Nasreddin Hodscha, die Übersetzung des Gilgamesch-Epos von Wolfram von Soden mit Illustrationen von Hajo Edelhausen und eine Reihe illustrierter Volksmärchen.
Das Verlagsprofil wurde 2015 erweitert durch die Publikation des mexikanischen Bilderbuchs Migrar mit Illustrationen von Javier Martínez Pedro. Im Jahr 2020 wurde der Verlag mit dem Berliner Verlagspreis ausgezeichnet.